# Sérénade (musique)
Pour les articles homonymes, voir Sérénade.
Ne doit pas être confondu avec Serenata.

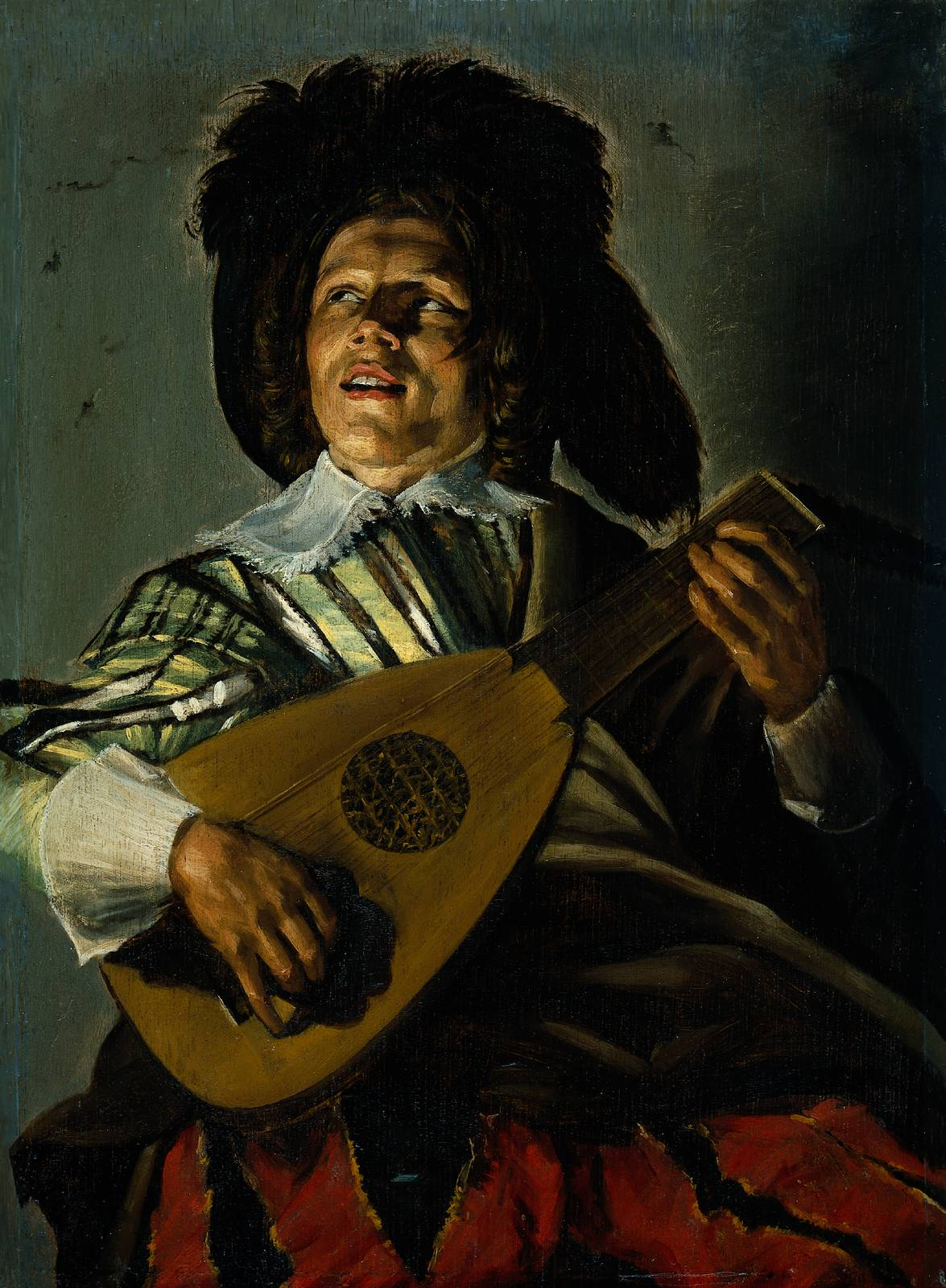
La Sérénade, peinture de Judith Leyster.

La sérénade est, dans son sens le plus commun, une composition ou une représentation musicale en l'honneur de quelqu'un jouée, comme l'origine de son nom l'indique, en soirée (opposée à l'aubade, jouée plutôt en matinée). 

## Histoire
En général, trois catégories de sérénades sont présentes dans l'histoire de la musique :
1. Dans la forme la plus ancienne, qui survit encore aujourd'hui, la sérénade est une composition jouée afin de séduire une personne, sous ses fenêtres. De telles compositions se retrouvent dès le Moyen Âge jusqu'à la Renaissance. C'est souvent dans ce sens qu'est compris le mot « sérénade ». Plus tard, des sérénades sont présentes dans  des œuvres se rapportant aux temps anciens, notamment dans les arias des opéras (par exemple dans Don Giovanni de Mozart). Ainsi en Corse il y a encore soixante ans on pouvait "porter la sérénade" le soir sous la fenêtre d'une jeune fille. À Ajaccio la fille d'un riche touriste logé dans un grand hôtel de la ville pouvait être ainsi honorée par la direction.
2. Le type le plus représenté de sérénade apparaît durant l'ère classique et romantique, où elle se rapporte au divertimento. Le travail est ici plus léger que pour d'autres œuvres mettant en scène de grands ensembles (par exemple une symphonie), et la musicalité prime le développement ou l'intensité dramatique. La plupart de ces œuvres viennent d'Italie, d'Allemagne, d'Autriche ou de Bohème.

L'instrumentarium le plus commun pour la sérénade comprenait des vents auxquels se joignaient les contrebasses et l'alto, qui permettaient plus de « poids » dans le jeu, surtout en extérieur. Il était courant que les sérénades commencent et finissent dans un style proche d'une marche.
Au XVIIIe siècle on peut citer les serenate, Il giardino d'amore (vers 1700), La gloria di primavera (1716), La virtù degli amori et Erminia (1723), d'Alessandro Scarlatti, Aci, Galatea e Polifemo (1708) et Il Parnasso in festa (1734) de Haendel, La Sena festeggiante de Vivaldi (1726).
Les plus célèbres sérénades instrumentales sont sans doute celles de Mozart, qui comptent entre 4 et 10 mouvements. Parmi ses sérénades les plus célèbres il faut citer celle dite « Haffner », par la suite comptée comme la 35e symphonie de Mozart, ou encore Une petite musique de nuit (Eine Kleine Nachtmusik) pour quintette à cordes (deux violons, un alto, un violoncelle et une contrebasse) mais souvent jouée par un orchestre à cordes.

Thème initial de la Petite musique de nuit de Mozart.

Dès le XIXe siècle, la sérénade devient plus un concept artistique, qui n'implique pas forcément une représentation en extérieur ou du cadre originel, le style se libère et des compositions s'adressent à diverses formations. La Sérénade (Ständchen) de Franz Schubert, inspirée par un poème de Ludwig Rellstab, est une chanson d’amour extraite du recueil Schwanengesang comportant quatorze lieder. Les deux sérénades de Johannes Brahms ressemblent à des symphonies légères, prévues pour un orchestre cependant classique, parfois privé de violons. Antonín Dvořák, Piotr Ilitch Tchaïkovski (Sérénade mélancolique), Josef Suk, entre autres, ont composé des sérénades pour cordes. D'autres ont tenté de se rapprocher d'un style romantique, parmi lesquels Richard Strauss, Max Reger, Edward Elgar et Jean Sibelius. 
Il y a encore quelques sérénades composées au XXe siècle, par Benjamin Britten, Arnold Schönberg, Igor Stravinsky (Sérénade en la), Dmitri Chostakovitch ou Bruno Maderna et ses huit sérénades. Enfin, parmi les compositions du XXIe siècle, on retrouve la Sérénade pour cordes de Nigel Keay, qui date de 2002.